# StaplerCup

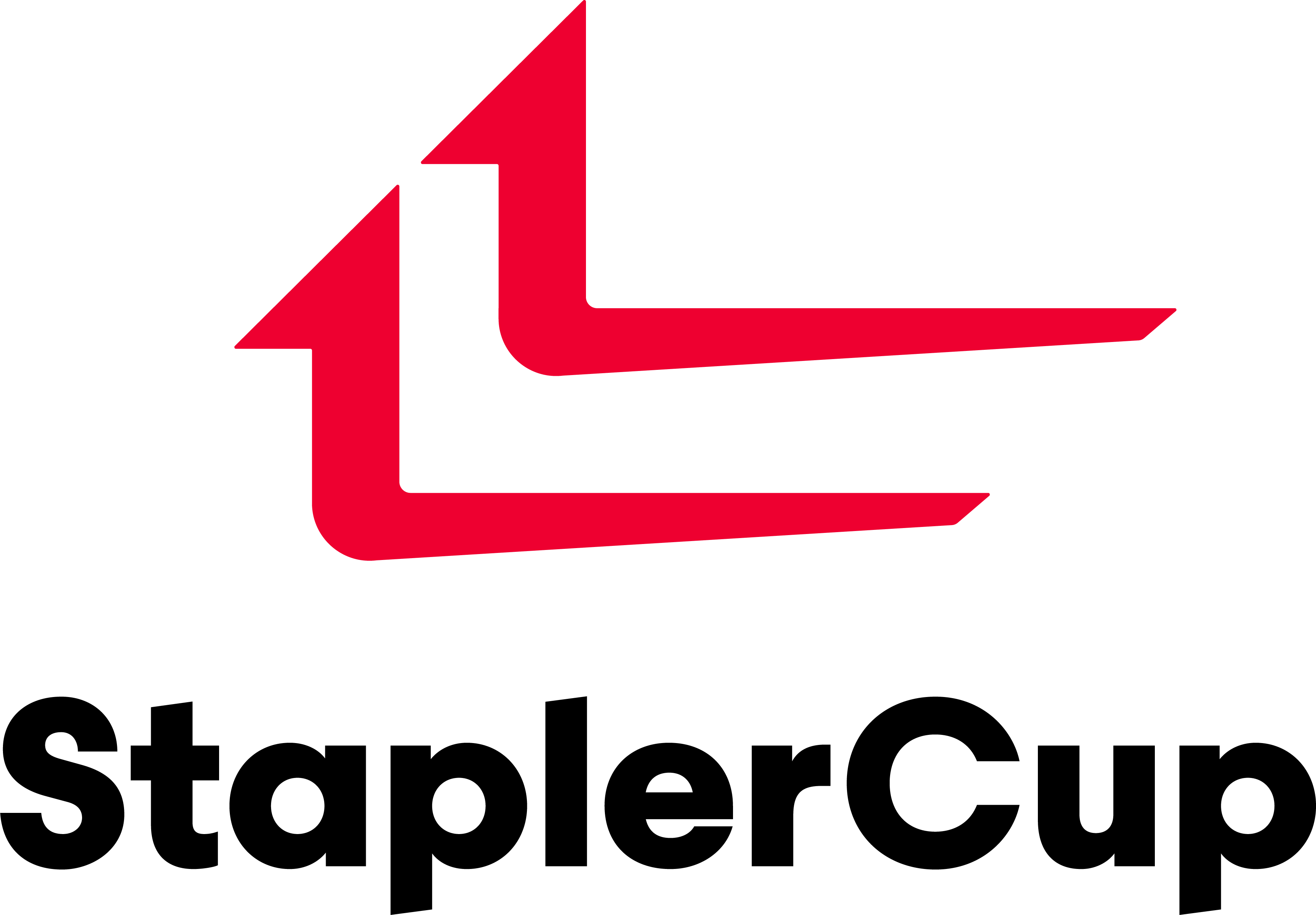
StaplerCup Logo

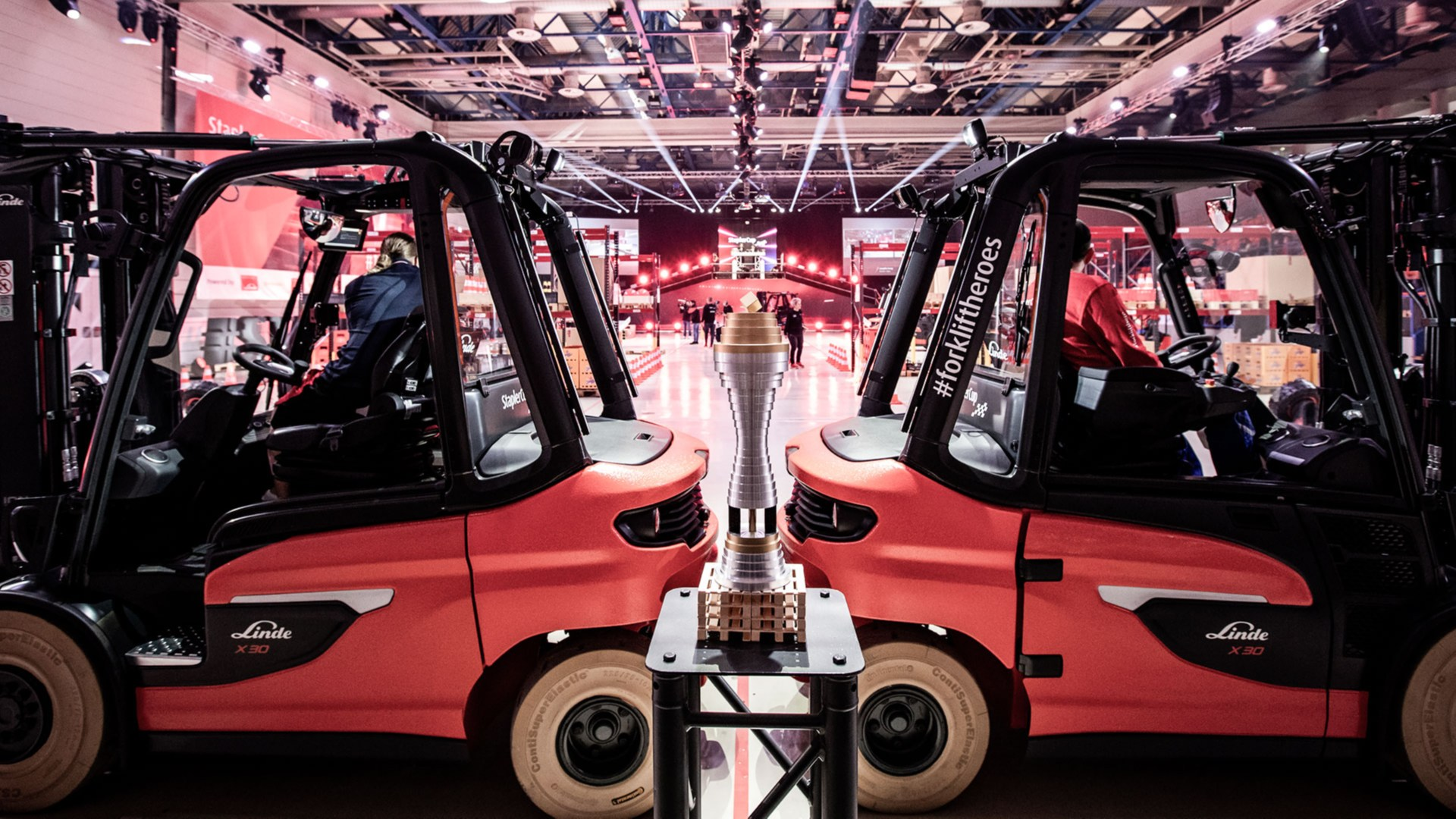
Duell beim StaplerCup

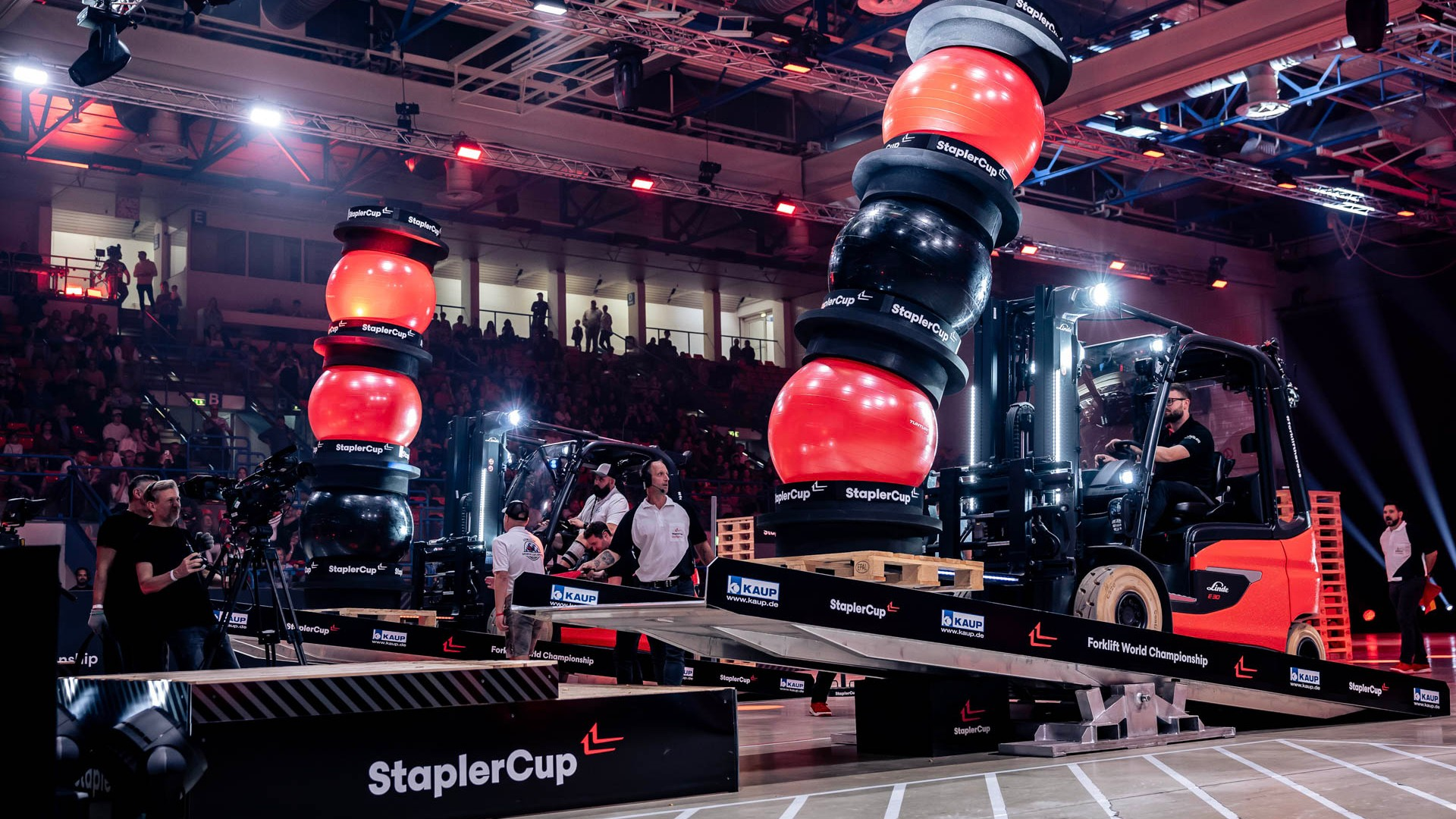
HeroRamp bei der Forklift World Championship 2024

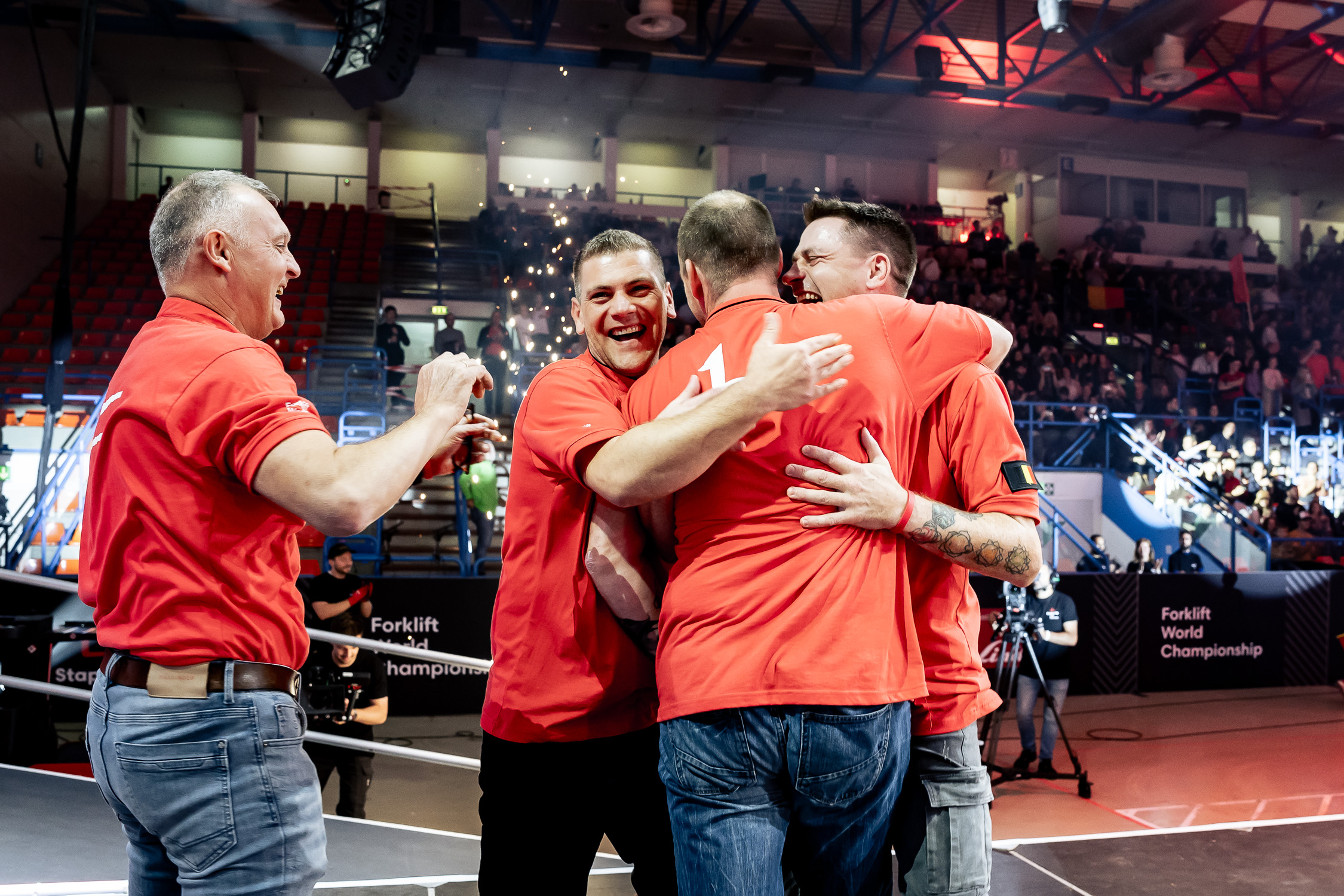
Die Sieger der Team World Championship 2024

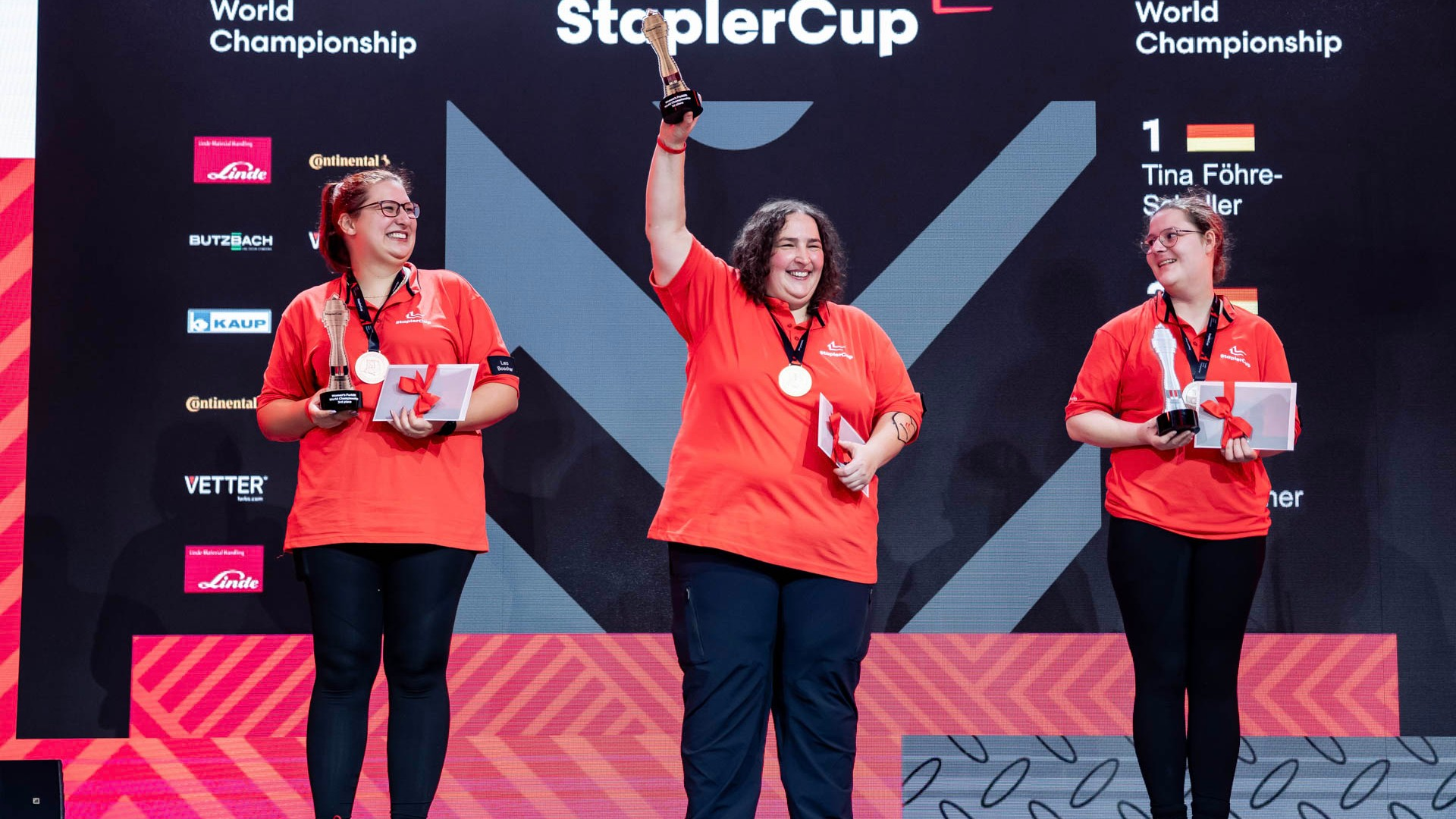
Forklift Women's World Championship 2024

Der StaplerCup (Meisterschaften im Staplerfahren) ist ein jährlicher Geschicklichkeits- und Schnelligkeits-Wettkampf für Fahrerinnen und Fahrern von Gabelstaplern und weiteren Flurförderzeugen.

## Geschichte
Der StaplerCup wurde 1992 erstmals durch den Linde Vertragshändler Suffel Fördertechnik als regionaler Wettbewerb in Aschaffenburg ausgetragen.
Im Jahr 2005 übernahm der Hersteller und Anbieter von Lösungen in der Logistikbranche, Linde Material Handling die Idee des StaplerCup als „Deutsche Meisterschaften im Staplerfahren“. 2024 wurde aus der  „Deutschen Meisterschaft“ die  „Forklift World Championship“.  Erklärtes Ziel des StaplerCup ist es, die Staplerfahrer und Staplerfahrerinnen in den Vordergrund zu stellen und auf ihre Wichtigkeit in der Logistikbranche hinzuweisen.
Zusammen mit seinen Vertragshändlern setzte Linde den StaplerCup zunächst auf dem Messegelände Hannovers in die Tat um.
Von 2006 bis 2019 wurde das Finale auf dem Gelände vor dem Aschaffenburger Schloss Johannisburg ausgetragen. Was einst mit 1.200 Zuschauern begann, gipfelte im Jahre 2019 mit 15.000 Besuchern beim StaplerCup-Finale in einen neuen Zuschauerrekord. Nach einem Jahr Pause, aufgrund der Corona-Pandemie, erfand sich der StaplerCup im Jahr 2021 neu und zog in die f.a.n. frankenstolz arena nach Aschaffenburg um, die 2024 in LINDE MH ARENA umbenannt wurde.
Um am StaplerCup Finale teilzunehmen, finden deutschlandweit jedes Jahr Vorentscheide, die Regionalmeisterschaften, seit 2024 „regionale Qualifier“ bei den Linde-Vertragshändlern statt. Zudem wurden seit 2024 auch internationale Qualifier eingeführt, bei denen sich Teilnehmer für den Wettbewerb qualifizieren können. Die Siegerinnen und Sieger treten dann im Finale des StaplerCup in Aschaffenburg gegeneinander an.
Zuschauermagnet beim StaplerCup ist der sogenannten Charity Cup. Seit 2013 stellen jedes Jahr aufs Neue verschiedenste Personen des öffentlichen Lebens ihr Können im Staplerfahren unter Beweis und sammeln damit Spenden für gemeinnützige Zwecke. Unter anderem waren schon Skisprunglegende Sven Hannawald, der ehemalige deutsche Boxer Henry Maske oder auch Moderatorin Shary Reeves mit von der Partie.
Schirmherr des Wettbewerbs ist seit 2008 der jeweils amtierende Bundesminister für Wirtschaft und Technologie. Aktuell ist die Bayerische Digitalministerin Judith Gerlach, MdL die Schirmherrin des StaplerCup.

## Disziplinen
Nach regionalen Vorentscheiden, die bei den Linde-Vertragshändlern ausgerichtet werden, findet das jährliche nationale Finale seit 2006 in Aschaffenburg statt. Seit 2007 wird gleichzeitig auch ein internationaler Wettbewerb („International Championships“, seit 2022 „NationsCup“, seit 2024 „Forklift World Championship“) organisiert. Seit 2008 wird zusätzlich eine „Firmen-Team-Meisterschaft“ (seit 2024  „Corporate Cup“) ausgetragen, an der Mannschaften aus Industrie- und Handelsunternehmen teilnehmen können.
Im Jahr 2014 wurden erstmals eine Team- & Einzelweltmeisterschaft durchgeführt. 2015 veranstaltete Linde Material Handling die erste Meisterschaft der Staplerfahrerinnen, die seither jährlich auf dem StaplerCup ausgetragen wird.
Deutsche Meisterschaft Single Herren, Deutsche Meisterschaft Single Damen, Firmen-Team-Meisterschaft und NationsCup hießen die Wettbewerbe, in denen die begehrten Trophäen bis 2023 vergeben wurden.
Ab 2024 wurden die Deutsche Meisterschaft in die „Forklift World Championship“ überführt. Nun gibt es Trophäen in den Disziplinen Forklift Men’s World Championship, Forklift Women’s World Championship, Forklift Team World Championship, Corporate Cup zu gewinnen.

## „Deutsche Meister im Staplerfahren“
- 2005: Jens Mühle aus Rippicha, Sachsen-Anhalt[2]
- 2006: Benjamin Empl aus Kaisheim an der Donau, Bayern[2]
- 2007: Jürgen Buslei aus Notscheid bei Linz am Rhein, Rheinland-Pfalz[2]
- 2008: Stephan Leifels aus Körchow, Mecklenburg-Vorpommern
- 2009: Michael Schubert aus Linnich, Nordrhein-Westfalen
- 2010: Ahmet Tekindag aus Düren, Nordrhein-Westfalen[9]
- 2011: Jörg Klößinger aus Petersaurach bei Nürnberg, Bayern[10]
- 2012 und 2013: Stefan Theissen aus Remagen, Rheinland-Pfalz[11]
- 2014: Rolf Müller aus Tuningen, Baden-Württemberg[12]
- 2015: Anton Stuckert aus Berlin[13]
- 2016: Maximilian Üblacker Jun. aus Flossenbürg, Bayern[14]
- 2017: Jörg Klößinger aus Petersaurach bei Nürnberg, Bayern[15]
- 2018: Thomas Kirsten aus Dresden, Sachsen[16]
- 2019: Erwin Brummer aus Rohrbach, Bayern
- 2021: Markus Zenger aus Burglengenfeld, Bayern
- 2022: Benjamin Danker aus Neustadt an der Donau, Bayern
- 2023: Joshua Glöggler aus Westerstetten, Baden-Württemberg

## „Forklift Men's World Championship“
- 2024: Stefan Jennings aus Oberlascheid, Rheinland-Pfalz

*(ehem. Deutsche Meister im Staplerfahren)

## „Deutsche Meisterschaft der Staplerfahrerinnen“
- 2015: Stefanie Schuster aus Faulbach Bayern
- 2016: Stefanie Schuster aus Faulbach Bayern
- 2017: Stefanie Schuster aus Faulbach Bayern
- 2018: Anna-Lena Wisser aus Herborn Hessen[17]
- 2019: Melanie Holl aus Felsberg, Hessen
- 2021: Melanie Holl aus Felsberg, Hessen
- 2022: Daniela Eilers aus Ketsch (Gemeinde), Baden-Württemberg
- 2023: Melanie Holl aus Hurlach, Bayern

## „Forklift Women's World Championship“
- 2024: Tina Föhre-Scheller aus Rothenburg ob der Tauber, Bayern

*(ehem. Deutsche Meister der Staplerfahrerinnen)

## „International Championship bzw. NationsCup“
| Jahr | Land                | Sieger                                                                         |
| ---- | ------------------- | ------------------------------------------------------------------------------ |
| 2007 | Volksrepublik China | Zhu Jiuan, Cheng Feng                                                          |
| 2008 | Deutschland         | Josef Köglmeier, Jürgen Buslei und Jens Mühle                                  |
| 2009 | Deutschland         | Stephan Leifels, Marco Wedhorn und Jens Mühle                                  |
| 2010 | Deutschland         | Michael Schubert, Tino Schröder und Waldemar Taach                             |
| 2011 | Deutschland         | Ahmet Tekindag, Matthias Wittinger und Steven Klinger                          |
| 2012 | Spanien             | Ramón Gutiérrez Tonijuan, Josep Llobera Escribà und Joel Segura Granados       |
| 2013 | Deutschland         | Stefan Theissen, Bernhard Mösche und Stephan Leifels                           |
| 2014 | Deutschland         | Fabian Schulte, Jörg Klößinger und Stefan Theissen                             |
| 2015 | Spanien             | Francisco Javier Perez Torrado, Joel Segura Granados und Josep Llobera Escribà |
| 2016 | Deutschland         | Anton Stuckert, Uwe Holstein und Jörg Klößinger                                |
| 2017 | Italien             | Renzo Coran, Gabriele Battaglia und Massimo Sinuello                           |
| 2018 | Deutschland         | Jörg Klößinger, Uwe Holstein und Sebastian Schenkelberg                        |
| 2019 | Deutschland         | Jörg Klößinger, Thomas Kirsten, Benjamin Danker                                |
| 2022 | Slowakei            | Martin Kačir, Mário Fuska, Branislav Ondruš                                    |

## „Forklift Team World Championship“
- 2024: Belgien

*(ehem. NationsCup)

## „Firmen-Team-Meisterschaft“ bzw. ab 2024 „Corporate Cup“
- 2008: Döhler Group (Sascha Schäckel, Heiko Pregeler, Heinz Benz + Logistiker Berthold Schulz)
- 2009: ABB AG (Wladimir Herb, Thomas Preuss, Andreas Reinhardt + Logistiker Bogdan Starosta)
- 2010: ABB AG (Wladimir Herb, Thomas Preuss, Andreas Reinhardt + Logistiker Siegfried Rösel)
- 2011: ABB AG (Wladimir Herb, Thomas Preuss, Andreas Reinhardt + Logistiker Siegfried Rösel)
- 2012: Altmühltaler Mineralbrunnen GmbH & Co. KG (Jürgen Seegmüller, Andreas Hoyer, Michael Bach + Logistiker Marc-Timo Hassold)
- 2013: Knauf Gips KG (Christian Maul, Patrick Inderwies, Martin Meder + Logistiker Oliver Ehmann)
- 2014: Knauf Gips KG (Christian Maul, Patrick Inderwies, Martin Meder + Logistiker Benjamin Weinmann)
- 2015: Knauf Gips KG (Christian Maul, Patrick Inderwies, Martin Meder + Logistiker Benjamin Weinmann)
- 2016: SMP Deutschland GmbH (Johann Gruber, Eugen Karsten, Benjamin Franz + Logistiker Thomas Schels)
- 2017: The Lorenz Bahlsen Snack-World (Gabriele Schulz, Thomas Herrmann, Natalie Gaus + Logistiker Karl-Heinz Schneider)
- 2018: SMP Deutschland GmbH (Igor Schurr, Eugen Karsten, Benjamin Danker (geb. Franz) + Logistiker Hans Gruber)
- 2019: SMP Deutschland GmbH (Igor Schurr, Eugen Karsten, Benjamin Danker (geb. Franz) + Logistiker Hans Gruber)
- 2021: Teamlog GmbH (Andreas Buterus, Alexander Buterus, Oliver Neukirchner + Logistikerin Jennifer Schierz)
- 2022: Teamlog GmbH (Andreas Buterus, Alexander Buterus, Eduard Kismann + Logistiker Oliver Neukirchner)
- 2023: Fienhage Poultry-Solutions
- 2024: Hanseatische Brauerei Rostock

## „Das ChampionsRanking“
Kontinuierliche Rekorde über einen Zeitraum von drei Jahren betrachtet – nur wer dauerhaft beim StaplerCup Höchstleistungen bringt, erobert die Spitze des ChampionsRankings.
- Rang 1: Jörg Klößinger (145 Punkte)
- Rang 2: Sebastian Schenkelberg (130 Punkte)
- Rang 3: Maximilian Üblacker Jun. (125 Punkte)
- Rang 4: Benjamin Danker (116 Punkte)
- Rang 5: Joshua Glöggler (110 Punkte)
- Rang 5: Carsten Diezel (110 Punkte)
- Rang 7: Uwe Holstein (106 Punkte)
- Rang 8: Sven Morgenstern (90 Punkte)
- Rang 9: Anton Stuckert (85 Punkte)
- Rang 10: Meiko Barzynski (80 Punkte)
- Rang 10: Thomas Kirsten (80 Punkte)

(Stand: 16. August 2021 / nach Finale 2019)

## Hall of Fame
Das ChampionsRanking wurde ab dem Jahr 2020 in die Hall of Fame überführt.

## Soziales Engagement
Mitarbeiter der Linde Material Handling gründeten 2008 den gemeinnützigen Verein StaplerCup hilft e. V. Die Einnahmen werden durch Fundraising-Aktionen rund um den StaplerCup generiert. Die Erlöse verschiedener Projekte, wie der Charity Tombola am Meisterschaftswochenende und Spendensammlungen, kommen insbesondere der Kinder-, Jugend- und Altenhilfe zugute. StaplerCup hilft e.V. hat das Bestreben bekannte Persönlichkeiten als Botschafter für den Stapler-Wettbewerb „PromiCup“ zu gewinnen. Die prominenten Paten wie Sven Hannawald, Oliver Kahn, Kati Wilhelm oder Reiner Calmund helfen dabei, Spenden zu sammeln und im PromiCup zu erspielen.
Zuletzt wurde an die Gesellschaft für Mukopolysaccharidosen (MPS) e.V. gespendet die Betroffene und ihre Familien durch Beratung, Therapiewochen und Konferenzen unterstützt sowie die Forschung zu diesen seltenen Stoffwechselkrankheiten fördert.

## Auszeichnungen
Das Konzept des heutigen StaplerCup wurde in Zusammenarbeit mit der Marketingagentur BBDO Live für Linde Material Handling im Jahr 2005 entwickelt. Der StaplerCup erhielt mehrere Auszeichnungen in der Marketingbranche.
Ebenfalls im Jahr 2008 zeichnete die Standortinitiative „Deutschland – Land der Ideen“ den StaplerCup und die Stadt Aschaffenburg gemeinsam aus.